# Iris domestica
La belencanda o lirio turco (Iris domestica (L.) Goldblatt & Mabb.) es una especie de planta perenne rizomatosa nativa de Asia y perteneciente a la familia Iridaceae. Es originaria del Himalaya extendiéndose hasta Japón y Filipinas.

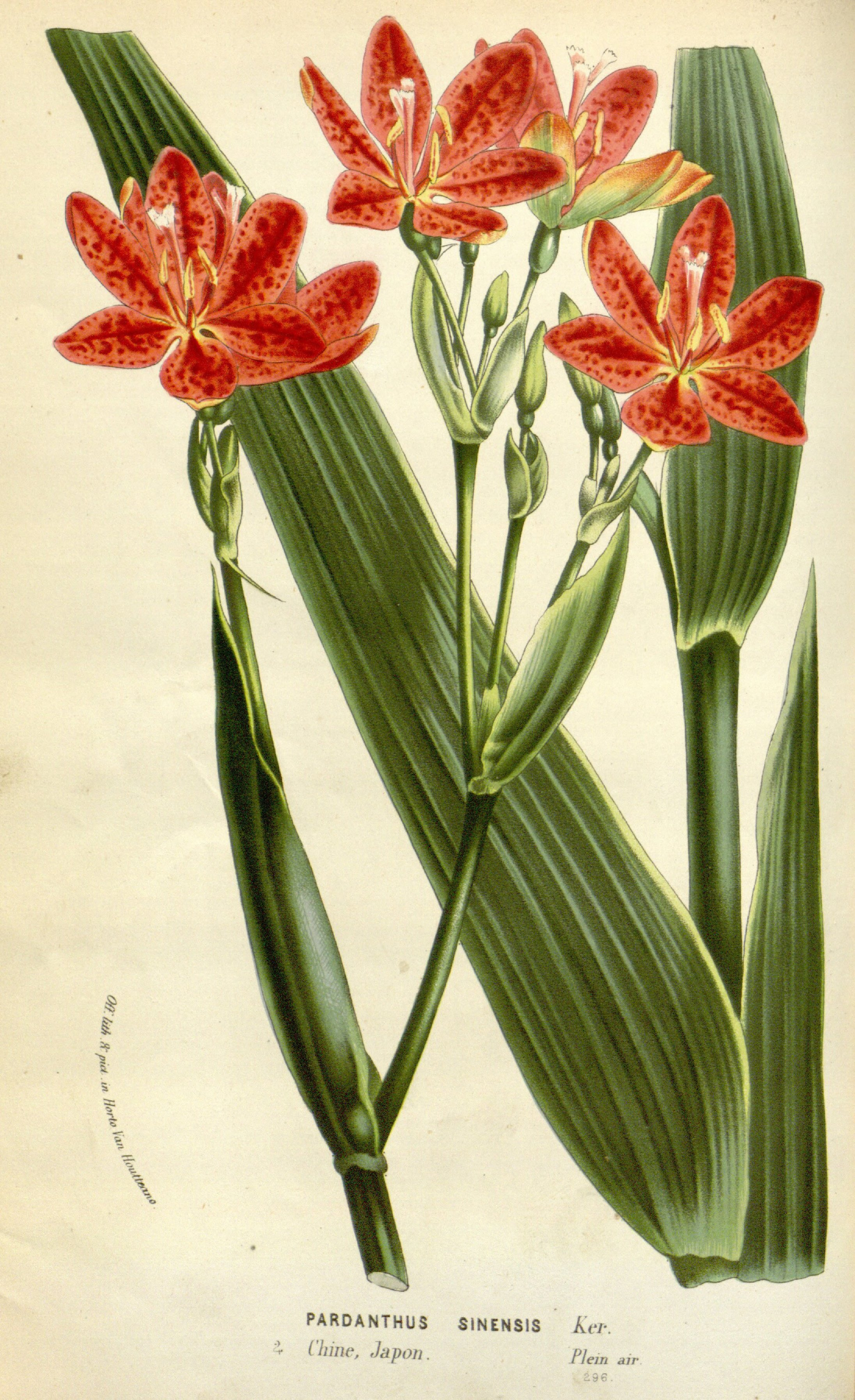
Ilustración

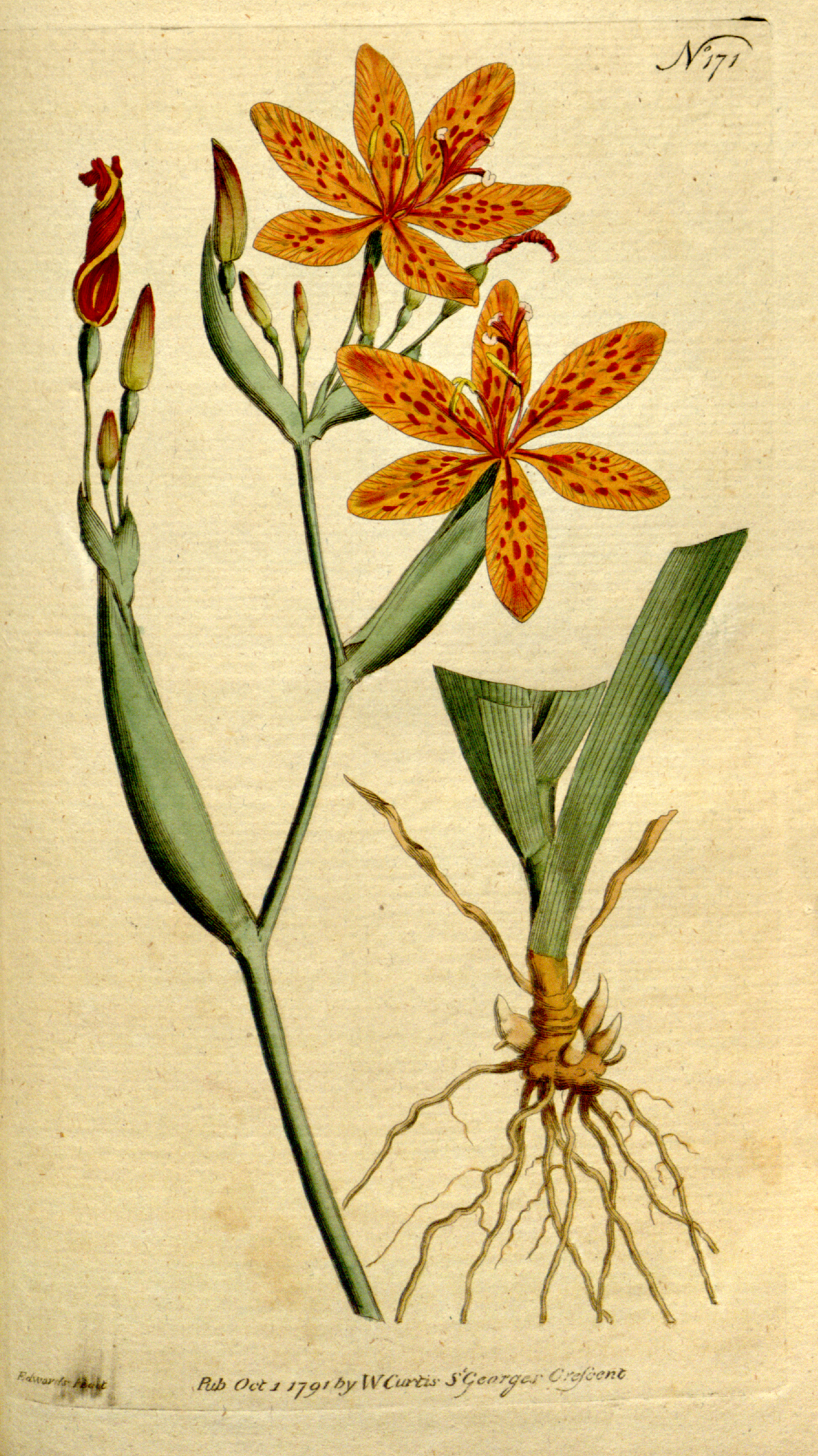
Ilustración

## Descripción
Las hojas crecen formando un abanico, típico en varios géneros de las iridáceas, como Gladiolus. Las flores son anaranjadas o amarillas, con manchas rojas (de ahí el nombre vulgar de "lirio leopardo") de 5 cm de diámetro. Florecen en verano, las flores se marchitan muy pronto pero se renuevan constantemente. El fruto es una cápsula, que al abrirse en el otoño muestra racimos de semillas de color negro brillante que recuerdan al fruto de la zarzamora. De aquí proviene el nombre vulgar en inglés de estas plantas, "Blackberry Lily" ("lirio zarzamora"). En muchos países los frutos son populares para hacer arreglos florales. Se multiplican por semillas o división de matas.

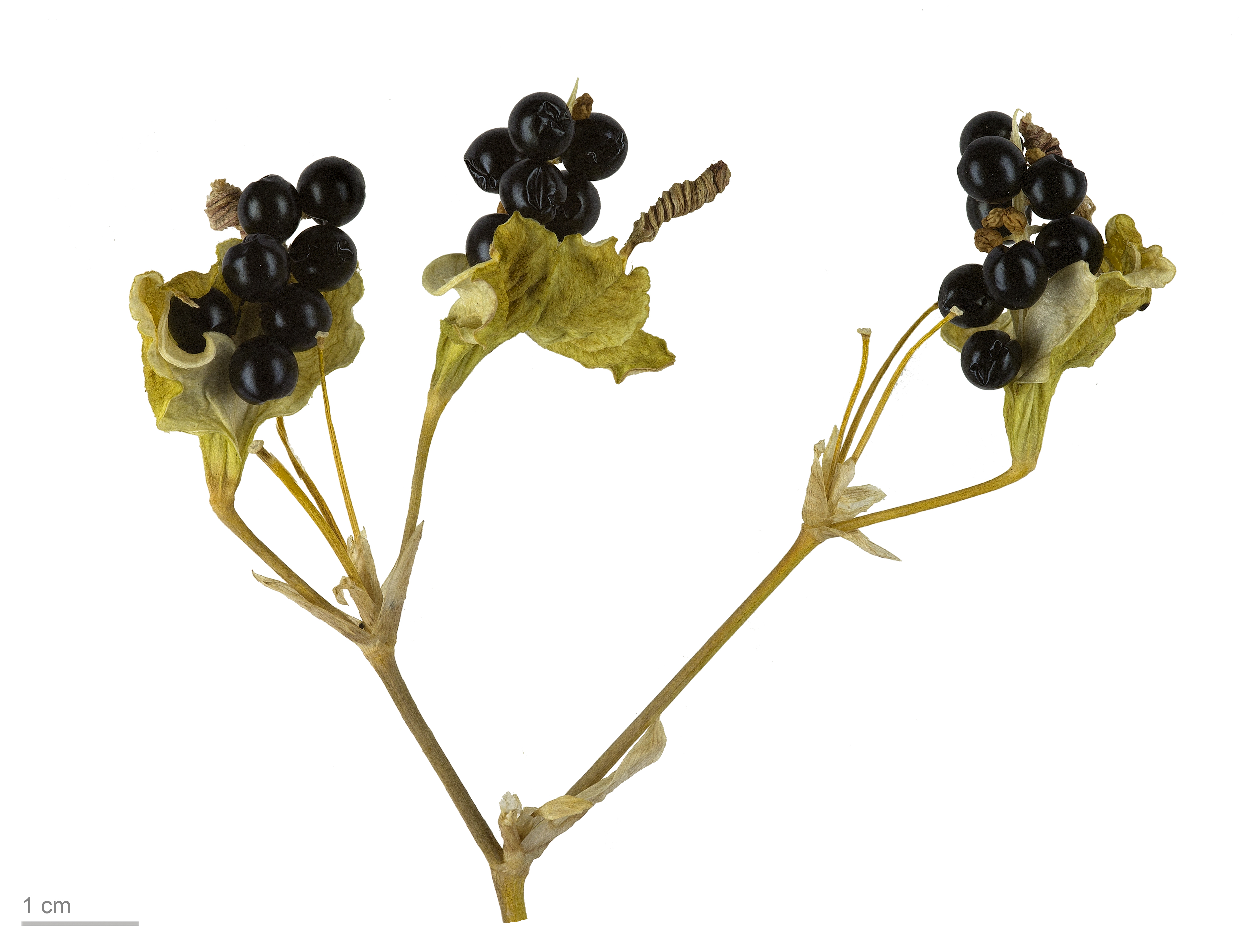
Iris domestica - MHNT

## Principios activos y toxicidad
Las raíces de esta planta contienen derivados de la 1,4 benzoquinona, como la belamcandaquinona,  e isoflavonas metiladas, como la irigenina, por lo que son tóxicas para el ser humano.

## Taxonomía
Iris domestica fue descrita por Linneo como Epidendrum domesticum. Tras análisis moleculares fue reubicada en el género Iris por Peter Goldblatt y David John Mabberley y publicado en Novon 15(1): 129–132, f. 1. 2005
Etimología
Iris: nombre genérico llamado así por Iris la diosa griega del arco iris.
domestica: epíteto latino que significa "cultivado".
Sinonimia
- Lista de sinónimos de Iris domestica[9][10]